# Lopera
Lopera er en by og kommune i det sydlige Spanien i provinsen Jaén. Den har et indbyggertal på 3.539 (2024) indbyggere.